# Ernest Chambers
Ernest Henry Chambers (ur. 7 kwietnia 1907 w Hackney, zm. 29 stycznia 1985 w Worthing) – brytyjski kolarz torowy, dwukrotny medalista olimpijski.

## Kariera
Pierwszy sukces w karierze Ernest Chambers osiągnął w 1928 roku, kiedy wspólnie z Jackiem Sibbitem zdobył srebrny medal w wyścigu tandemów podczas igrzysk olimpijskich w Amsterdamie. W zawodach tych Brytyjczycy ulegli jedynie zespołowi Holandii w składzie: Bernard Leene i Daan van Dijk. Na rozgrywanych cztery lata później igrzyskach w Los Angeles Ernest wraz ze swym bratem Stanleyem ponownie zdobył srebrny medal w tandemach. W Los Angeles wystartował również w sprincie indywidualnym, kończąc rywalizację na piątym miejscu. Ostatni start olimpijski zaliczył w 1936 roku, kiedy na igrzyskach w Berlinie razem z Sibbitem ukończył zmagania w wyścigu tandemów na piątej lokacie. Nigdy nie zdobył medalu na torowych mistrzostwach świata.